# 洛氏樸麗魚
洛氏樸麗魚，為輻鰭魚綱鱸形目隆頭魚亞目慈鯛科的其中一種，分布於非洲尼羅河及艾伯特湖流域，體長可達5.2公分，棲息在植物生長的水域，屬雜食性，生活習性不明。

## 擴展閱讀
維基物種上的相關：洛氏樸麗魚